# Sway (альбом Blue October)
| Оценки критиков | Оценки критиков |
| Источник        | Оценка          |
| --------------- | --------------- |
| Allmusic        | [ 1 ]           |
| Melodic         | [ 2 ]           |

Sway — седьмой студийный альбом Blue October, был записан в период с февраля 2013 по апрель 2013 года. Дата релиза — 20 августа 2013 года.

## Об альбоме
Sway был записан в «Fire Station Studio» в Сан-Маркосе, штат Техас. В роли продюсера выступил Дэвид Кастелл, ранее работавший над альбомами History For Sale и Foiled.
Основная часть альбома была записана в феврале-марте 2013 года. В апреле группа провела дополнительные сессии записи струнных и вокала в студии «Test Tube Audio» (Остин, Техас). Сведением альбома в мае-июле 2013 в студии Studio 62 (Остин, Техас) занимался Тим Палмер, ранее работавший в качестве продюсера альбома Any Man in America и занимавшийся сведением альбома History For Sale. В буклете альбома в качестве продюсеров также указан Джастин Фёрстенфелд.
Для финансирования работы над альбомом группа воспользовалась краудфандинговым проектом «PledgeMusic». Проект стартовал 2 апреля 2013, а уже 5 апреля группа сообщила о том, что необходимая сумма была собрана. К моменту выхода альбома группа собрала 263% от намеченной суммы, общее количество переводов - 4303. В качестве вознаграждения за переведённые средства группа предлагала большое количество бонусов, которые помимо нового альбома включали музыкальные уроки, подписанные участниками группы инструменты, эксклюзивные рисунки, участие в записи, участие с съемках клипа, эксклюзивные концерты и даже пожизненное право посещения концертов группы. Пять процентов от собранной суммы группа пожертвовала благотворительному фонду «MusicCares Foundation».
Как и предыдущий альбом Any Man in America, альбом Sway был выпущен на созданном группой независимом лейбле Up/Down Records. Распространением альбома в Северной Америке занималась компания Megaforce Records, одно из подразделений принадлежащей «Sony» компании «Red Distribution» для независимых артистов. Распространением альбома в Европе занималась компания «Membran Records». 
Альбом вышел на CD, виниловых пластинках, а также в цифровом формате.
Альбом дебютировал на 13 месте в главном чарте Billboard 200, а в отдельном чарте Billboard Modern Rock / Alternative альбом сразу занял 1 место.
21 июня группа начала запись бонусного акустического EP с песнями из нового альбома.
В ходе работы над альбомом было записано 15 песен, в альбом не вошли следующие композиции:
- «Keep On»
- «Snow Globe»
- «Sorry Hearts»
- «Still Broken»

В качестве сингла выбран трек «Bleed Out». 6 июня сингл появился в эфире американских радиостанций, в продажу сингл поступил 25 июня. Видеоклип на сингл был снят в Далласе, штат Техас 15 июня, режиссёр — Норри Нивен. Премьера клипа состоялась накануне выхода альбома - 19 августа. 
10 августа в Германии вышел сингл «Angels in Everything», который добился 25 места в чартах радиостанций.
Заглавный сингл с альбома «Sway» был выпущен на радио 11 февраля 2014 года, а 23 апреля вышло видео, режиссёром которого выступил Бонгани Мламбо.

## Название и обложка
Обложка альбома была создана Джастином Фёрстенфелдом и Брэдом Бондсом. На ней изображено четыре розы, символизирующих четырёх участников группы, которые приняли основное участие в записи альбома (пятый участник группы СиБи Хадсон покинул группу в 2010 году, но вернулся после ухода Джулиана Мандрейка. В записи альбома он практически не принимал участия). По словам Джастина, альбом представляет текущие взгляды на жизнь участников группы, поэтому он старался сделать обложку альбома максимально простой, чтобы изобразить простоту жизни. Слово «Sway» также обозначает четырёх участников группы, так как состоит из четырёх букв. Продолжая тему упрощения, группа хотела дать альбому короткое название из одного слова. «Sway» подошло идеально, так как музыка на альбоме заставляет танцевать. 
В ходе работы над альбомом было рабочее название Hard Candy, но по совету Сары (жены Джастина) группа от него отказалась — альбомы с таким названием уже выходили у Мадонны и Counting Crows. Другой рабочий вариант Debris был отвергнут после разрушительного торнадо в Муре. Но это название было присвоено бонусному EP, который вышел вскоре после альбома.

## Список композиций
Все тексты написаны Джастином Фёрстенфелдом.
| №                   | Название                     | Музыка                                                                        | Длительность |
| ------------------- | ---------------------------- | ----------------------------------------------------------------------------- | ------------ |
| 1.                  | «Breathe It's Over»          | Джастин Фёрстенфелд, Мэтт Новески                                             | 1:14         |
| 2.                  | «Sway»                       | Джастин Фёрстенфелд                                                           | 4:47         |
| 3.                  | «Angels in Everything»       | Джастин Фёрстенфелд                                                           | 4:25         |
| 4.                  | «Bleed Out»                  | Джастин Фёрстенфелд, Джереми Рэби, Крис Линдси, Марк Л. Холман, Дэвид Кастелл | 3:52         |
| 5.                  | «Debris»                     | Джастин Фёрстенфелд                                                           | 6:41         |
| 6.                  | «Fear»                       | Джастин Фёрстенфелд, Блю Миллер                                               | 5:19         |
| 7.                  | «Things We Don't Know About» | Джастин Фёрстенфелд, Мэтт Новески                                             | 4:22         |
| 8.                  | «Hard Candy»                 | Джастин Фёрстенфелд, Джулиан Кайл Мандрейк                                    | 4:18         |
| 9.                  | «Put It In»                  | Джастин Фёрстенфелд, Мэтт Новески, Джереми Фёрстенфелд                        | 4:21         |
| 10.                 | «Light You Up»               | Джастин Фёрстенфелд                                                           | 4:21         |
| 11.                 | «Things We Do At Night»      | Джастин Фёрстенфелд                                                           | 4:56         |
| 12.                 | «Not Broken Anymore»         | Джастин Фёрстенфелд, Крис Линдси, Дэвид Кастелл                               | 4:29         |
| 13.                 | «To Be»                      | Джастин Фёрстенфелд                                                           | 3:15         |
| Общая длительность: | Общая длительность:          | Общая длительность:                                                           | 55:57        |

## Участники записи
Blue October:
- Джастин Фёрстенфелд — стихи (все треки), вокал, гитара (трек 9), программирование
- Райан Делахуси — скрипка, мандолина, фортепиано, синтезатор, струнные, бэк-вокал
- Джереми Фёрстенфелд — барабаны, перкуссия, гитара (трек 9), бэк-вокал
- Мэтт Новески — бас-гитара, электрическая гитара (треки 1, 4, 7, 8, 9), акустическая гитара, бэк-вокал

Сессионные музыканты:
- Тим Палмер[англ.] - гитара (треки 3, 4, 5, 6, 7, 9, 11), вокал (трек 4)
- Стив Шильц — гитара (треки 3, 4, 7, 10, 12)
- Кевин Батлер — гитара (треки 3, 4, 8, 9, 11)
- Си Би Хадсон — гитара (трек 4)
- Эшли Стоун — фортепиано (трек 6), вокал (трек 11)
- Стив Бернал - виолончель

Продакшн:
- Дэвид Кастелл — продюсер, звукоинженер, дополнительное сведение
- Джастин Фёрстенфелд — продюсер, звукоинженер
- Тим Палмер[англ.] — дополнительное продюсирование, сведение
- Кевин Батлер — звукоинженер, дополнительное сведение
- Эрик Д. Хольц - помощник звукоинженера
- Лора Э. Вильялобос - помощник звукоинженера
- Брэндон Смит - редактирование данных, дополнительное программирование

Менеджмент:
- Пол Нюджент — менеджер, ответственный за работу с A&R (представитель Brando Records)
- Майк Свинфорд — менеджер
- Rainmaker Artists
- Magaforce Distribution
- Сайра Альварес - фотографии
- Брэд Бонд - дизайн буклета